# Statua equestre

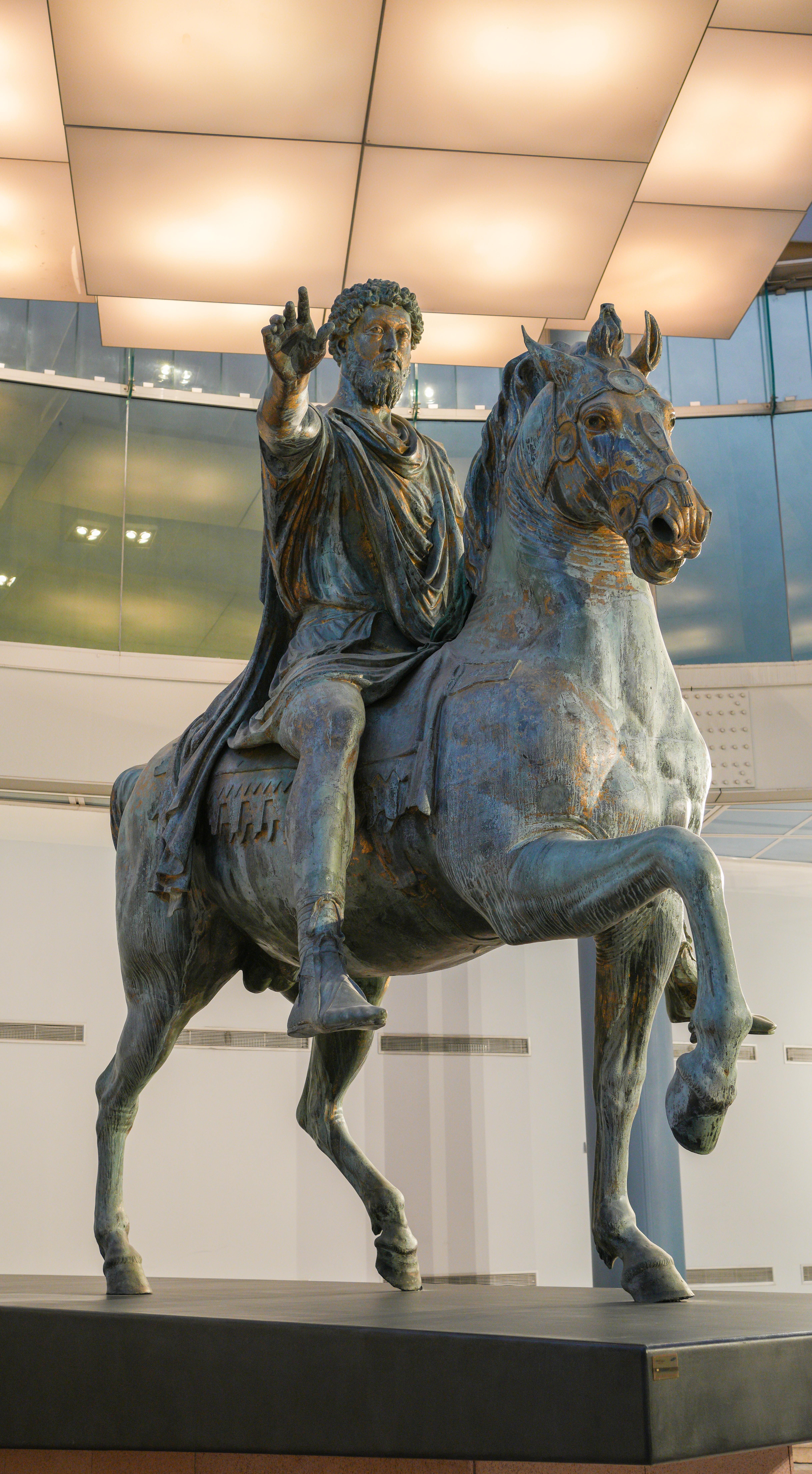
Statua equestre di Marco Aurelio, l'originale custodita, con una copia esposta in piazza del Campidoglio (176-180 d.C.; Roma, Musei Capitolini).

Una statua equestre è una scultura raffigurante un uomo (o eventualmente una donna) in sella al suo destriero. Il monumento equestre è noto soprattutto come scultura a tutto tondo, ma non mancano esempi in rilievo o pittorici (come il Giovanni Acuto di Paolo Uccello).
Si tratta di un tema noto alla scultura occidentale sin dall'età arcaica dell'arte greca (ma ve ne sono esempi anche nelle culture d'oriente, di India e Cina in particolare): esso assumerà nell'arte dell'età imperiale romana una funzione eroizzante ma anche propagandistica che ne sarà il connotato tipico fino al XX secolo. In questo senso la statua di Marco Aurelio (salvatasi dalle distruzioni medievali perché ritenuta un ritratto del santo Costantino Magno) fece da illustre esempio per tutti i sovrani che si rifacevano all'ideale della Roma imperiale, da Carlo Magno a Napoleone, facendosi ritrarre a cavallo. Nell'Ottocento in Italia il tema divenne frequente per esaltare i protagonisti del Risorgimento, da Garibaldi a Vittorio Emanuele II. 
La più grande statua equestre finora costruita è la colossale Statua equestre di Gengis Khan in Mongolia (ca. 40 km a est di Ulan Bator).

## Storia

### Arte greca

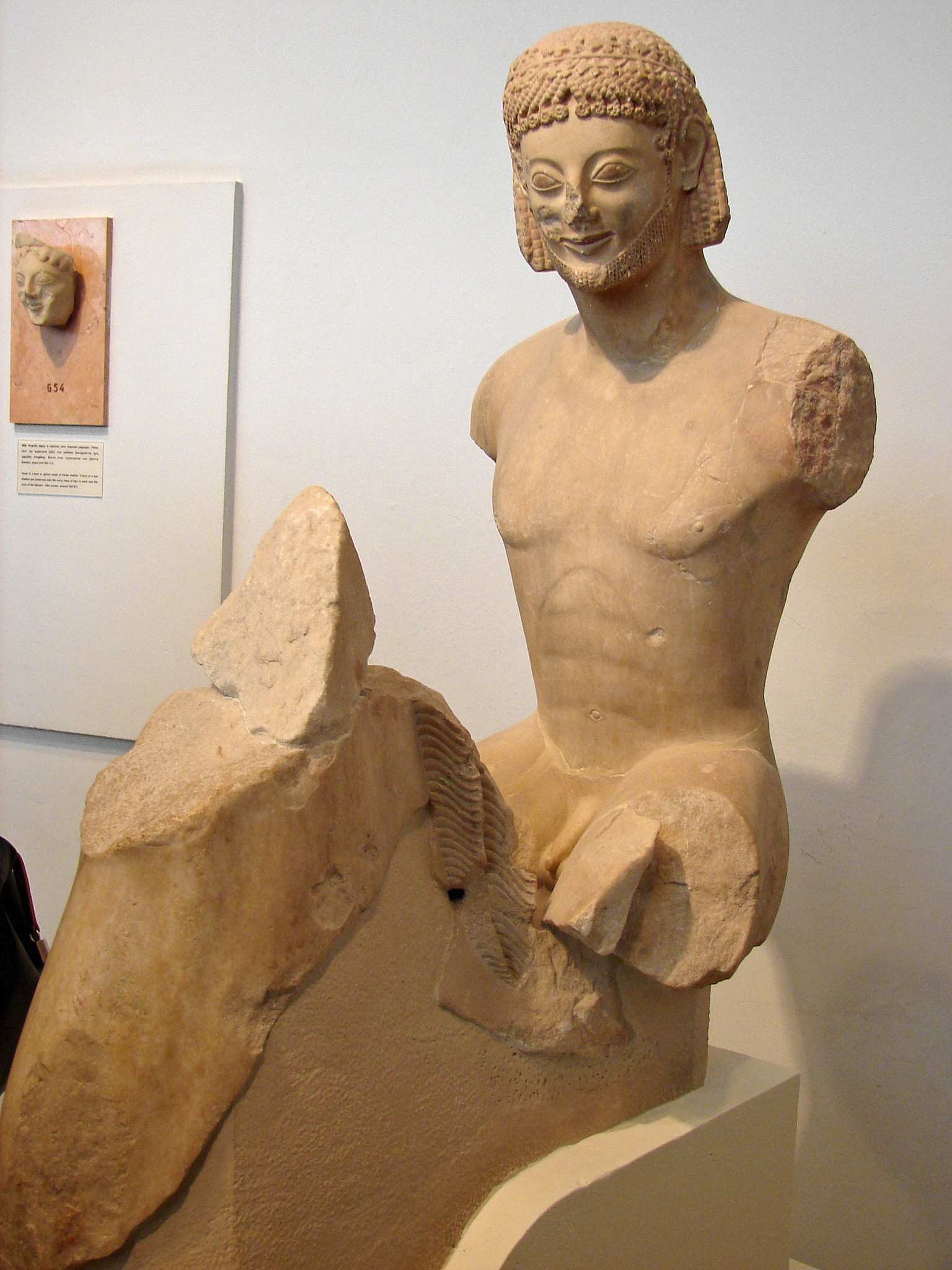
Il Cavaliere di Rampin (VI secolo a.C.; Atene, Museo dell’Acropoli).

L'esempio più antico di statua equestre giunto sino a noi, sia pure parzialmente conservata, è il cosiddetto Cavaliere di Rampin, statua greca di epoca arcaica (VI secolo a.C.), originariamente collocata sull'acropoli di Atene. Non è chiaro chi sia il personaggio impersonato dal kouros a cavallo: secondo una prima tesi potrebbe trattarsi di uno dei due figli del tiranno Pisistrato (visto che lo studio di alcuni frammenti ha stabilito che le figure dei cavalieri dovevano essere due), altra ipotesi è che la statua rappresenti il vincitore di una corsa svolta durante i giochi pitici o i giochi nemei (per via della corona di quercia che porta sul capo).
Pregevole testimonianza magnogreca del tema, è il cavaliere facente parte di un gruppo fittile acroteriale (Reggio Calabria, Museo nazionale della Magna Grecia) rinvenuto nel territorio di Locri Epizefiri (in località Casa Marafioti) e risalente al V secolo a.C. Il cavallo rampante è sorretto da una sfinge, il che lascia presumere che il cavaliere vada identificato con uno dei Dioscuri.
In uno dei più celebri capolavori del periodo classico della scultura greca, i fregi del Partenone ad Atene, vi è uno dei maggiori svolgimenti del tema equestre di tutti i tempi. Nei rilievi di ampia parte dei fregi del tempio ateniese compaiono diverse scene di cortei di cavalieri. Molte e disputate sono le interpretazioni di questi rilievi: dalla rievocazione della battaglia di Maratona, alla rappresentazione della storia delle tribù ateniesi. L'unico dato incontroverso è la connessione dei cortei con le feste panatenaiche.

### Antica Roma

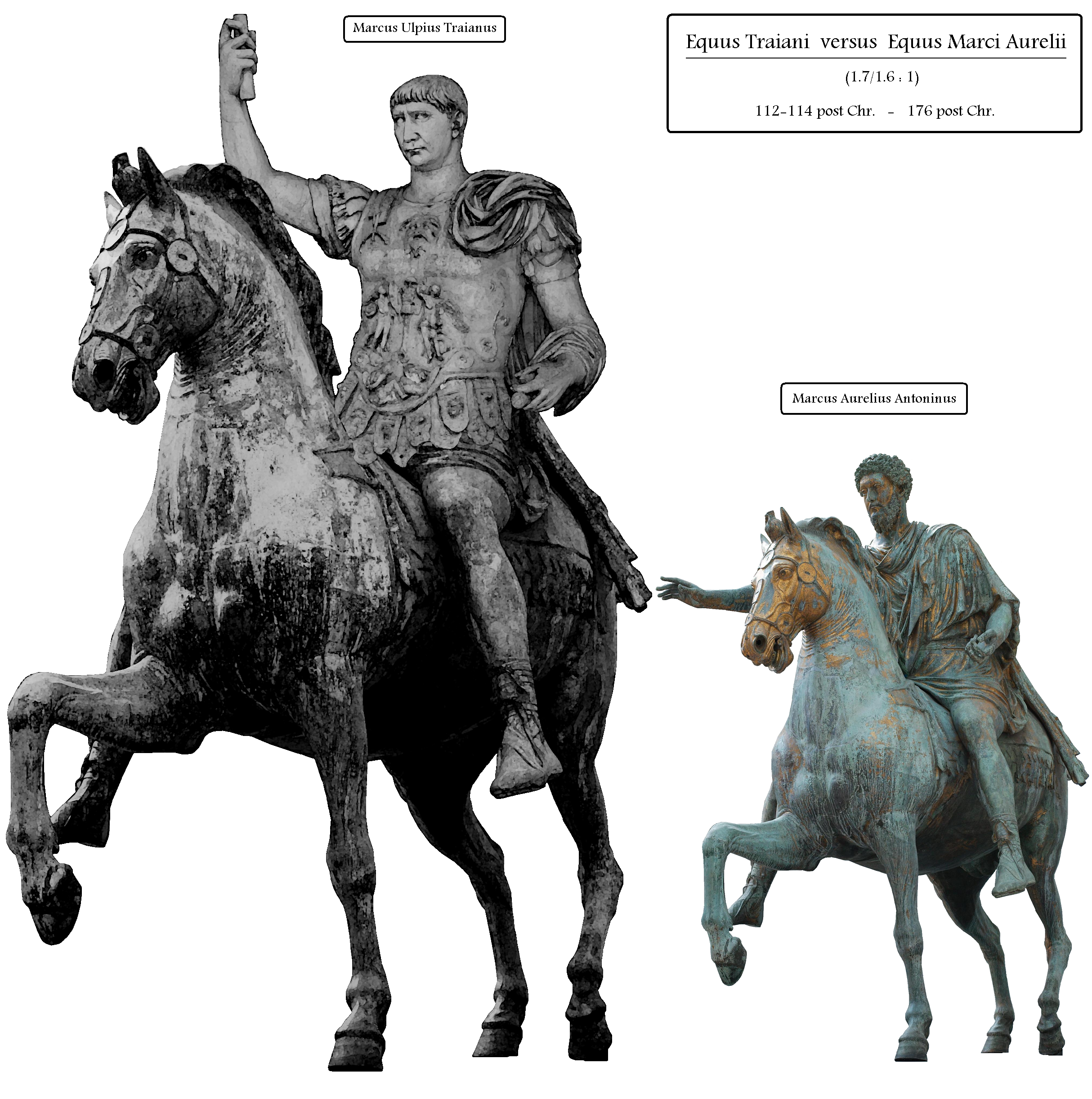
Il confronto tra la colossale ed ipotetica ricostruzione della statua equestre di Traiano (a noi non pervenuta, ma nota anche tramite le rappresentazioni numismatiche) e quella di Marco Aurelio (oggi nel Palazzo dei Conservatori a Roma).

Nell'arte romana il monumento equestre assume un'esplicita valenza eroica e propagandistica, celebrativa di un individuo reale e vivente. Caratteristiche che questo tema manterrà anche nelle epoche successive, dove proprio l'esempio romano - e in particolare il Marco Aurelio - sarà il termine di riferimento imprescindibile. Le statue equestri dell'antica Roma, infatti, sono dedicate essenzialmente agli imperatori o a capi militari, allo scopo di enfatizzarne simbolicamente il ruolo di leader e di condottieri vittoriosi. Ne sono un esempio, probabilmente autocelebrativo, le due statue equestri di Marco Nonio Balbo padre e figlio rinvenute ad Ercolano, databili alla fine dell'età repubblicana.
Coerentemente alla loro funzione, le statue equestri romane, nella raffigurazione del cavaliere, sono esempi di ritratto dal vero, fisionomico, e non di tipi ideali come gli esempi greci che ci sono pervenuti. Si tratta inoltre di parte non secondaria della complessiva produzione ritrattistica romana, uno dei pochi campi (comunque non unico) in cui la scultura romana ebbe apprezzabili profili di originalità rispetto all'eredità greca ed ellenistica.
Sono state realizzate numerose statue equestri di imperatori, per lo più in bronzo, ma queste - nella quasi totalità dei casi - non sono giunte a noi poiché nei secoli successivi sarà pratica diffusa quella di fonderle per reimpiegare il metallo ad altri scopi.
Così, nulla ci resta di monumenti celebri nell'antichità e di cui le fonti ci danno notizia certa: è il caso ad esempio del colossale bronzo equestre di Traiano – collocato nell'omonimo foro – o di quello di Domiziano, posto nel Foro Romano. Di entrambi i monumenti abbiamo testimonianza anche attraverso la loro rappresentazione in monete antiche.
L'unica statua equestre in bronzo integralmente sopravvissuta, quella di Marco Aurelio, ora sita nei Musei Capitolini a Roma, è stata risparmiata a causa della precedente errata identificazione, che attribuiva la figura del cavaliere a Costantino, l'imperatore cristiano.
Ampi resti ci sono arrivati di un bronzo equestre effigiante l'imperatore Domiziano (Bacoli, Museo archeologico dei Campi Flegrei) - proveniente dal Sacello degli Augustali, presso Miseno - il cui viso venne poi riadattato per ritrarre Nerva. Da ultimo, un importante ritrovamento archeologico fatto in Germania, nel sito di Waldgirmes, ha riportato alla luce molti frammenti bronzei di una statua equestre forse raffigurante Augusto.

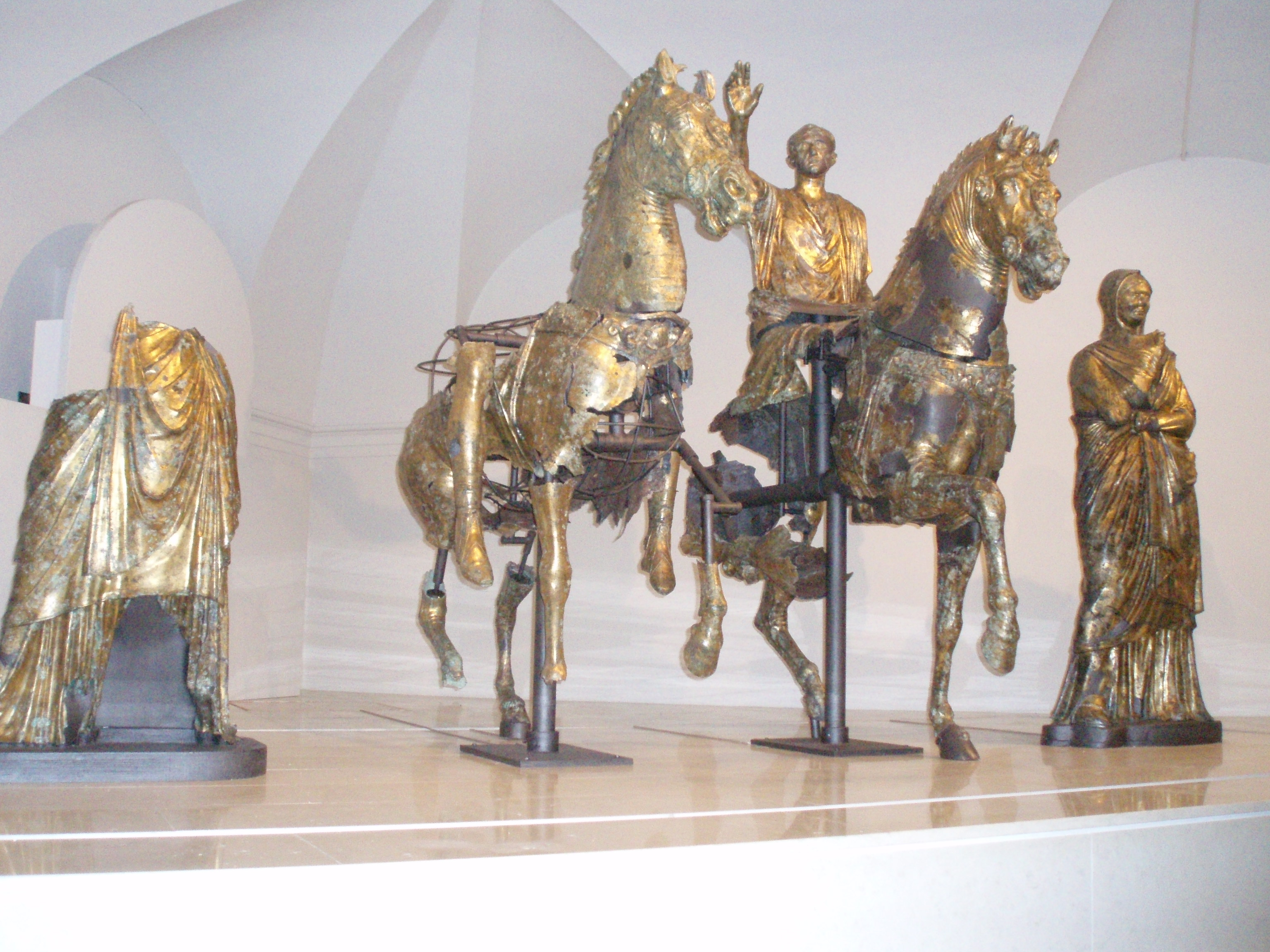
I Bronzi dorati da Cartoceto, trovati nelle Marche nel 1946.

Se in epoca imperiale la statua equestre assume rilievo centrale nella celebrazione della gloria del Princeps, essa è certamente un tema presente nell'arte romana già in epoche anteriori. Documenti di estremo rilievo in questo senso sono i Bronzi dorati da Cartoceto, l'unico gruppo scultoreo antico in bronzo dorato giunto sino al presente. Benché sia dubbia l'identità dei soggetti raffigurati, l'ipotesi prevalente è che si tratti di una famiglia magnatizia del territorio marchigiano, in cui sono stati ritrovati. Il monumento, risalente alla fine dell'Età repubblicana e giuntoci in stato frammentario era originariamente composto da due cavalieri e due figure femminili appiedate. Le statue, di pregevole fattura, mostrano ancora ampia parte dell'originaria doratura.
Se il bronzo era particolarmente utilizzato, non mancano comunque monumenti in marmo.
Anche il mondo bizantino, erede dell'antica Roma, fece proprio, almeno inizialmente, il monumento equestre. La testimonianza più rilevante che abbiamo in merito riguarda la statua equestre in bronzo di Giustiniano, posta alla sommità di una colonna coclide, esemplata sul modello della colonna traiana. L'intero monumento andò distrutto con la conquista ottomana di Costantinopoli.
Nel corso dei secoli successivi l'arte bizantina mostra scarsa propensione per la scultura a tutto tondo - se non addirittura diffidenza, associandola al paganesimo - e d'altro canto la figura dell'imperatore assume sempre più valenza religiosa, piuttosto che di capo militare. Il tema venne quindi abbandonato.

### Medioevo

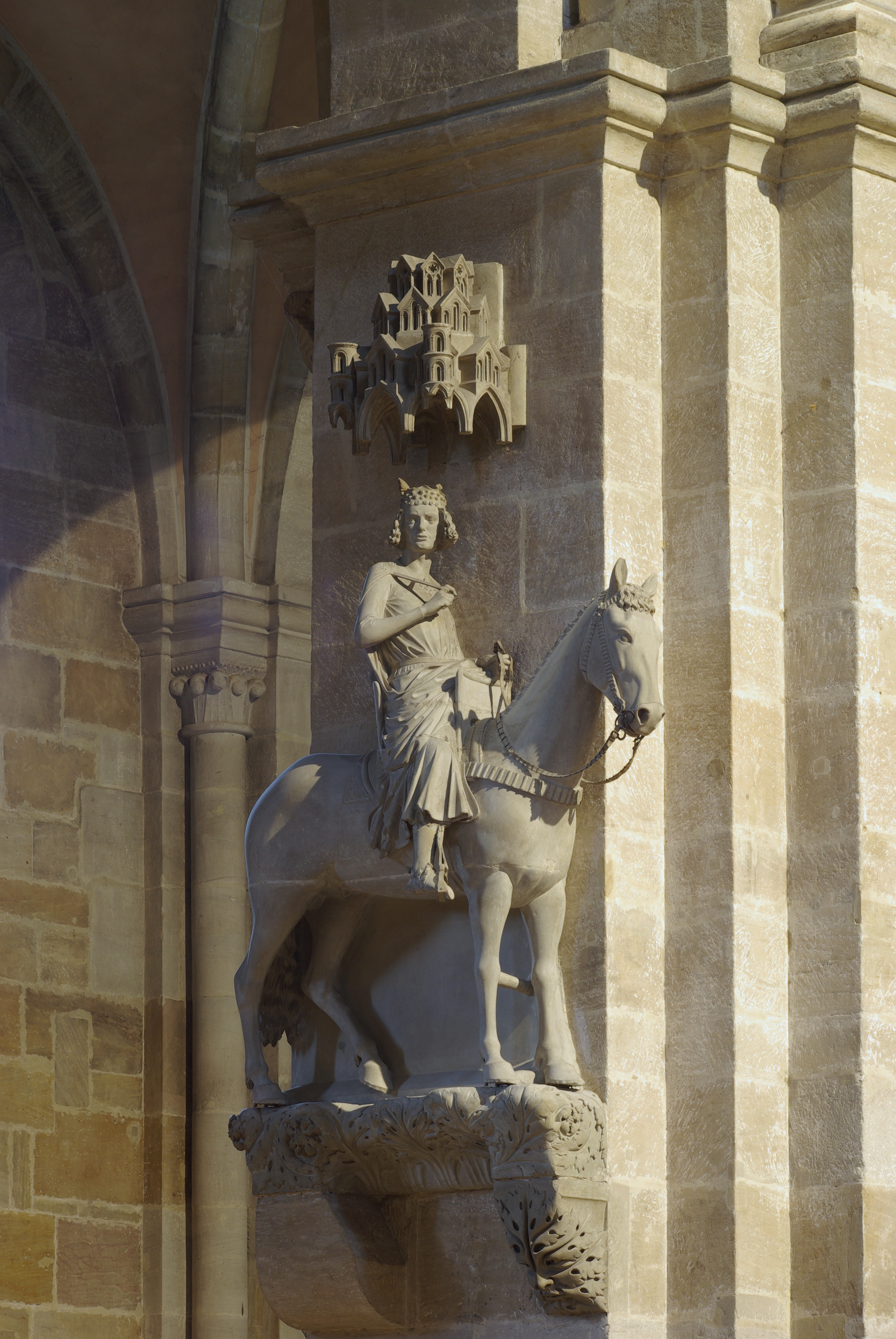
Cavaliere di Bamberga (XIII secolo; Cattedrale di Bamberga).

Nell'altomedioevo è innalzata a Pavia una statua equestre per Teodorico il Grande, il Regisole. Le fonti tramandano anche la notizia di un monumento del medesimo soggetto in onore di Carlo Magno: probabilmente si tratta di una statua anch'essa originariamente dedicata a Teodorico, situata a Ravenna, e da Carlo fatta portare ad Aquisgrana affinché ne fossero modificate le sembianze.  Entrambe le opere sono oggi perdute. Al Louvre però si conserva un piccolo bronzo equestre che si ritiene raffiguri Carlo Magno (ma secondo altra ipotesi si tratterebbe di Carlo il Calvo), datato al IX-X secolo, che ci dà un'idea della ripresa altomedievale del tema.
Nei secoli successivi dell'età di mezzo la complicata tecnica della fusione del bronzo a cera persa venne progressivamente abbandonata, almeno per le opere di grandi dimensioni, ma si continuarono a fare monumenti equestri in altri materiali, come il marmo, la pietra, il legno.
Celeberrimo esempio di monumento equestre medioevale, in pietra, è costituito dal Cavaliere di Bamberga. Se è dubbio chi sia il soggetto rappresentato nella statua in questione, in essa si scorge un significativo esempio di reviviscenza dell'arte classica propiziata degli imperatori svevi (un'ipotesi infatti è che il soggetto effigiato nel Cavaliere sia proprio Federico II di Svevia). 
Coevo e stilisticamente associabile al Cavaliere di Bamberga è quello di Magdeburgo. La statua equestre, parte di un gruppo più complesso comprendente due figure femminili, è ritenuta una raffigurazione dell'Imperatore Ottone I.
Altri importanti monumenti equestri medievali sono quelli fatti realizzare nel XIV secolo dai Della Scala, signori di Verona, per adornare i loro monumenti funebri (le celebri Arche scaligere). Menzione infine va fatta del monumento di Bernabò Visconti, realizzato a Milano, nel XIV secolo, da Bonino da Campione.
Anche nel medioevo quindi la statua equestre era un privilegio riservato a sovrani e nobili più famosi. Un'eccezione è rappresentata dalle statue di san Martino, spesso a cavallo, come quella del Duomo di Lucca (1204).

### Tardogotico
L'arte tardogotica non ci ha lasciato monumenti equestri a sé stanti, ma ha usato questo tema nella composizione di più articolati monumenti funebri, talora imponenti. Esempio mirabile è costituito dalla grandiosa tomba di Ladislao di Durazzo, sita nella chiesa di San Giovanni a Carbonara a Napoli, realizzata tra il 1424 e il 1432 a coronamento della quale vi è per l'appunto una statua equestre del re angioino.
Acme di questa produzione artistica è probabilmente la statua di Paolo Savelli, nobile e condottiero romano al servizio della Serenissima. Il monumento equestre in legno policromo è posto a corredo del sepolcro del Savelli, all'interno della Basilica veneziana di Santa Maria Gloriosa dei Frari. L'opera, attribuita a Jacopo della Quercia e realizzata tra il 1410 e il 1420, è caratterizzata da un notevole realismo che annuncia l'incipiente Rinascimento.
Si tratta peraltro del primo monumento equestre effigiante non un sovrano o signore, ma un capitano di ventura. Anche in questo senso l'opera precorre il Rinascimento: molti dei più celebri monumenti equestri rinascimentali – a partire dall’illusionistico capostipite, il Giovanni Acuto di Paolo Uccello – saranno dedicate proprio a capitani di ventura. Segno evidente della crescita del prestigio di questa categoria, che in varie parti di Italia assurge al rango ducale.

### Rinascimento

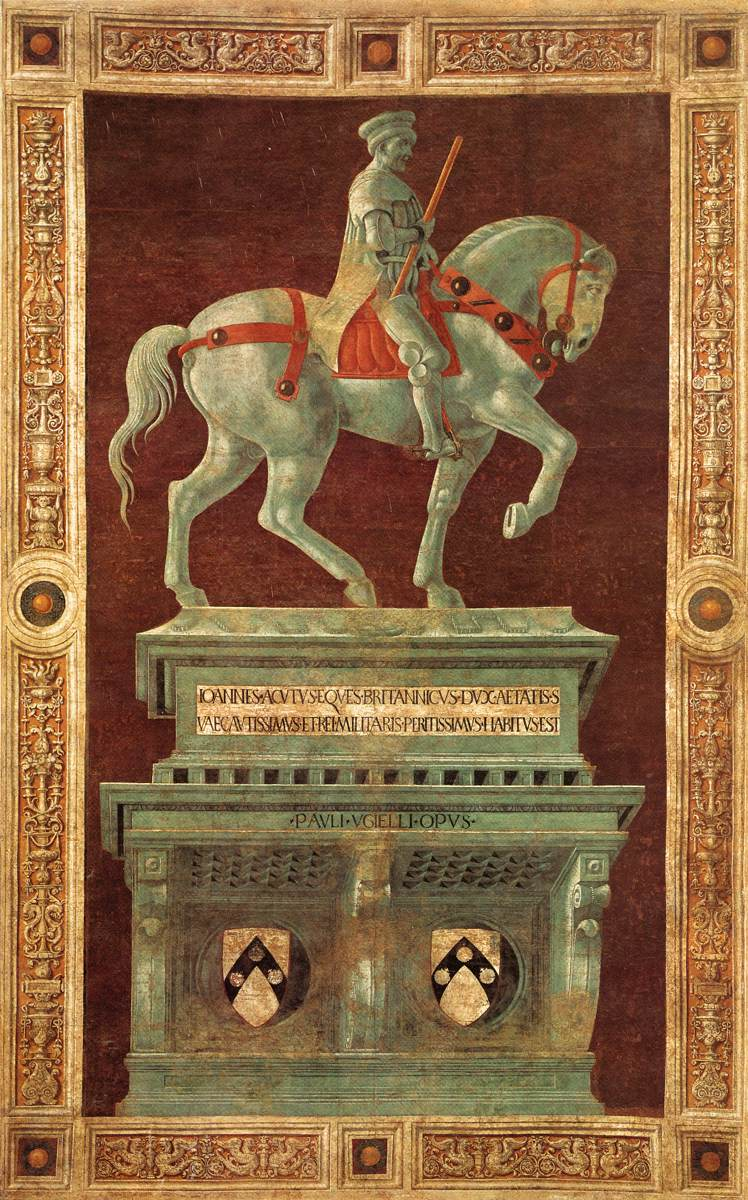
Paolo Uccello, Giovanni Acuto, 1436 (Duomo di Firenze).

Il primo monumento equestre in bronzo, realizzato dopo quelli romani, fu quello eretto a Ferrara (ante 1451) dai fiorentini Niccolò Baroncelli e Antonio di Cristoforo e raffigurante Niccolò III d'Este. All'ideazione del progetto e alla scelta dei bozzetti contribuì anche Leon Battista Alberti. La statua però venne fusa a fine Settecento per esigenze belliche ed in suo loco figura oggi una replica moderna asseritamente fedele al monumento originario.
Al di là di questo pur fondamentale precedente, la statua equestre di gran lunga più importante del periodo rinascimentale si deve a Donatello che realizzò il monumento al Gattamelata, raffigurante il condottiero a cavallo. Fu eretta a Padova tra il 1446 e il 1453. Un secondo progetto colossale doveva celebrare il re di Napoli, ma non andò in porto. Il Gattamelata tuttavia, alto esempio di fusione tra realismo e idealizzazione psicologica, fece da modello per tutte le opere successive, come il monumento a Bartolomeo Colleoni di Verrocchio (Venezia) e la statua equestre di Cosimo I de' Medici di Giambologna.

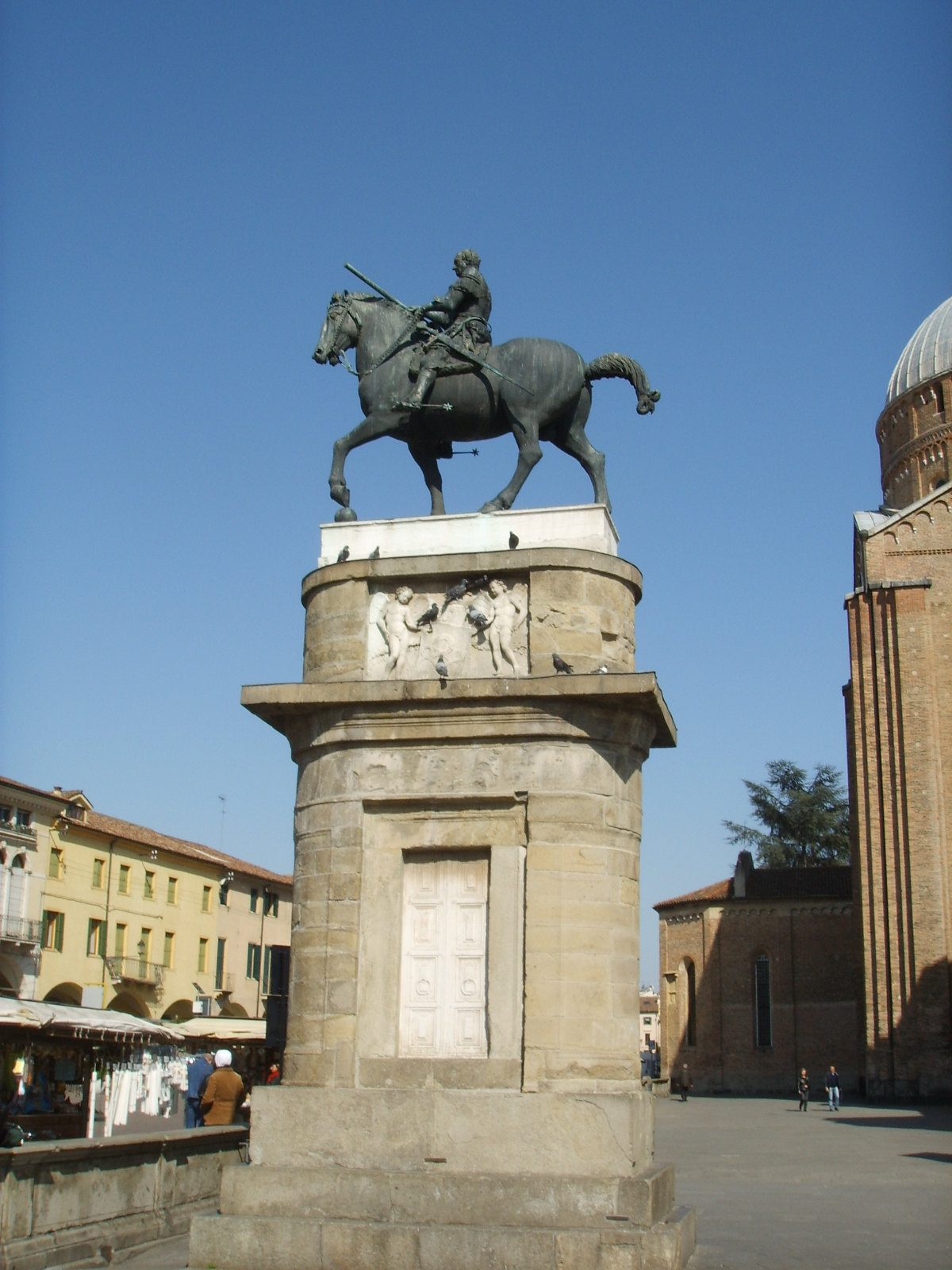
Donatello, Monumento al Gattamelata (1445-1453; Padova, Piazza del Santo).

Anche Leonardo si impegnò, senza successo, nella realizzazione di un monumento equestre per Ludovico il Moro, che avrebbe dovuto effigiare suo padre Francesco Sforza. Il maestro di Vinci arrivò a realizzare solo l’anima in creta (primo passo per la successiva fusione in bronzo a cera persa) del cavallo, che poi andò distrutto pochi anni dopo. Ludovico chiesto anche ad Antonio Pollaiolo un progetto per questo monumento: ne restano due disegni, di cui uno, lo Studio per la statua equestre di Francesco Sforza, è al Metropolitan Museum of Art di New York e l'altro, in cattive condizioni di conservazione, è a Monaco di Baviera.
In epoca rinascimentale si assiste anche alla realizzazione di monumenti equestri “illusionistici”, laddove cioè la statua in bronzo o marmo non è scolpita bensì, per l'appunto illusionisticamente, dipinta. In altri termini: non viene semplicemente dipinto il soggetto a cavallo (come nel caso, ad esempio, del Guidoriccio di Simone Martini o Carlo V ritratto da Tiziano), bensì un ipotetico monumento equestre (in realtà inesistente) del dedicatario dell'opera. Esempi mirabili in questo senso sono costituiti dal monumento di Giovanni Acuto, dipinto da Paolo Uccello e da quello di Niccolò da Tolentino, dipinto da Andrea del Castagno.  Si tratta di affreschi realizzati nel corso del XV secolo, entrambi collocati nel Duomo di Firenze. Il primo in particolare, dipinto nel 1436, anticipa lo stesso Gattamelata di Donatello (e il precedente ferrarese) e costituisce quindi la pietra miliare della grande fortuna che questo tema ebbe nel Rinascimento.
Sempre a Firenze, nell'estremo scorcio dell'età rinascimentale, ormai in pieno manierismo, il Giambologna riprese il tema delle statue equestri, celebrando il granduca Cosimo I e superando una serie di difficoltà tecniche legate all'appoggio su sole tre zampe. Infine creò un'altra opera per Firenze, dedicata a Ferdinando I e completata dal suo assistente, Pietro Tacca, nel 1608. Il Tacca infine realizzò per Filippo IV di Spagna un monumento in cui per la prima volta il cavallo è impennato e si regge sulle sole zampe posteriori e sulla coda: nel calcolare i pesi e l'inclinazione ideale fu aiutato da Galileo Galilei.

### Barocco

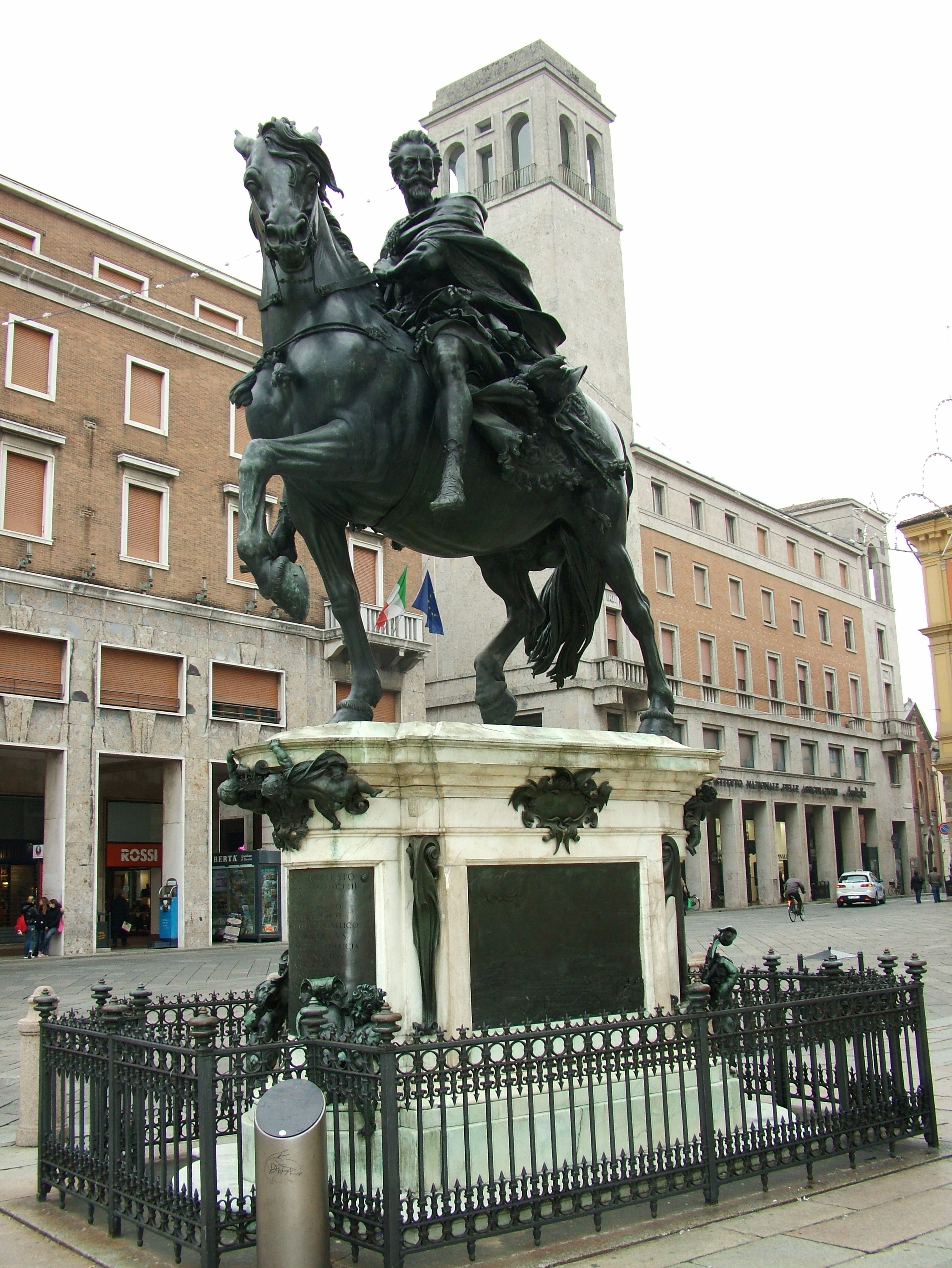
Francesco Mochi, Monumento ad Alessandro Farnese (1622-25; Piacenza, Piazza Cavalli).

Anche in epoca barocca il tema non è abbandonato. Si nota la commissione a Gian Lorenzo Bernini, genio indiscusso della scultura barocca, di un monumento equestre raffigurante Luigi XIV, re di Francia, da collocare nei giardini della reggia di Versailles. A Roma, nella Galleria Borghese, se ne conserva il bozzetto. La statua non incontrò il gusto francese, teso in quell'epoca a conciliare lo stile barocco con i dettami del classicismo. Il monumento venne prima trasformato, mutandone il dedicatario in Marco Curzio (leggendario eroe romano), e poi collocato in un angolo nascosto dei giardini Versailles, dentro un'orangerie.
Lo stesso Bernini si cimentò ancora con questo tema realizzando il monumento equestre dell'imperatore Costantino, collocato alla base della Scala regia del Palazzo Apostolico nella Città del Vaticano.
Tuttavia le opere più rappresentative dell'età barocca, intese come monumenti celebrativi di un regnante posti in uno spazio pubblico, sono le sculture equestri raffiguranti Ranuccio ed Alessandro Farnese, realizzate a Piacenza dallo scultore fiorentino Francesco Mochi.
Altra notevole coniugazione barocca del tema è la colossale statua equestre di Filippo IV di Spagna, realizzata da Pietro Tacca a partire dal 1634 e spedita a Madrid nel 1640. La scultura di Tacca è collocata in cima ad una complessa composizione, comprendente una fontana che forma la parte centrale della facciata del Palazzo reale. L'intero peso della scultura è scaricato sulle zampe posteriori - il cavallo infatti è in posizione rampante - e in parte sulla coda, una caratteristica questa mai realizzata in una figura di così grossa mole.
Sul finire del XVII secolo, Andreas Schlüter realizzò a Berlino (castello di Charlottenburg) la grandiosa statua in bronzo del Grande Elettore Federico Guglielmo, probabilmente il suo maggior capolavoro. La statua poggia su un alto basamento ai piedi del quale vi sono quattro figure incatenate. Specie con riguardo a queste ultime si coglie l'eco della lezione di Bernini.

### Neoclassicismo

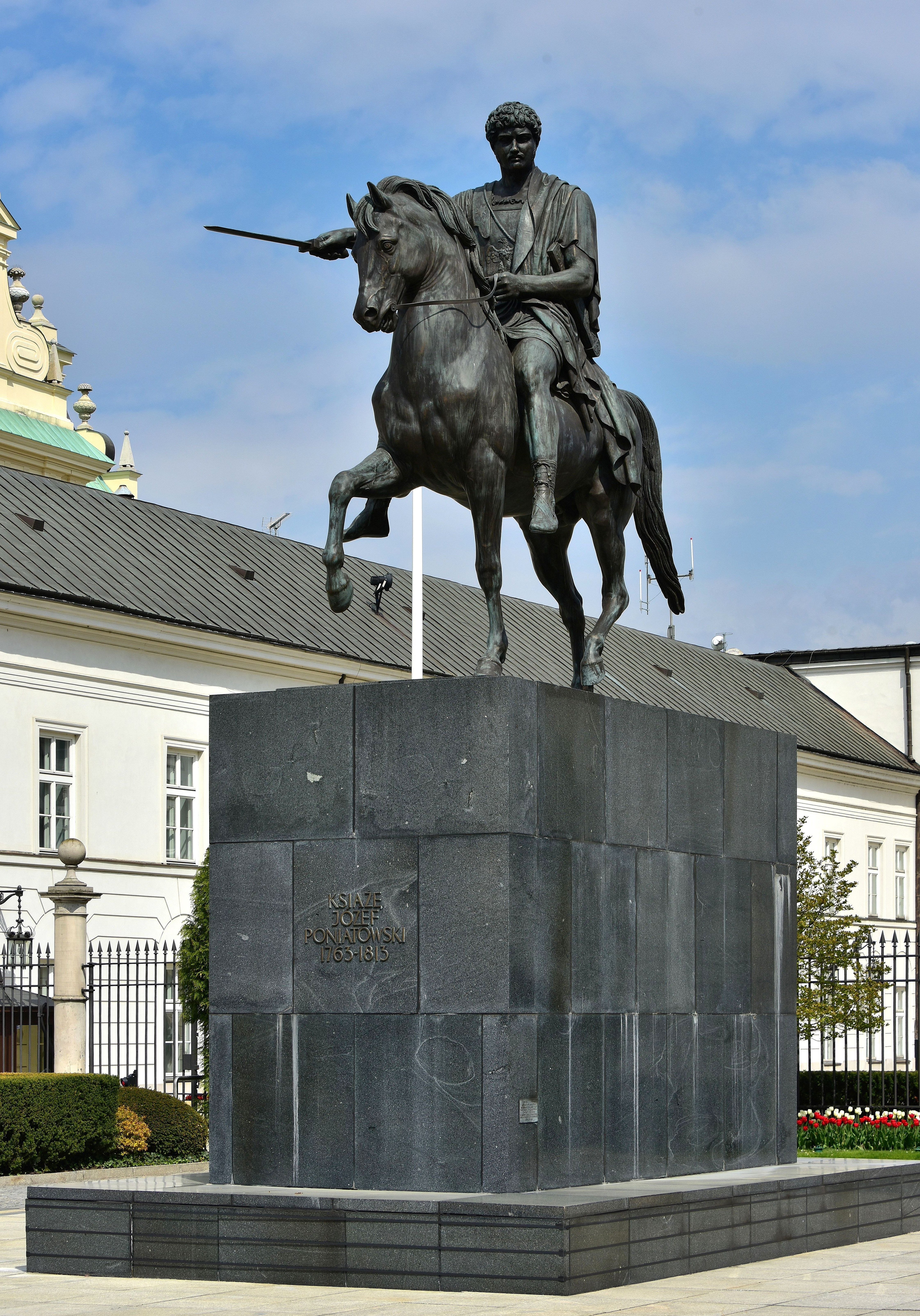
Bertel Thorvaldsen, Monumento di Józef Poniatowski (1827-32 circa; Varsavia, Piazza Presidenziale).

Uno degli episodi inaugurali della stagione neoclassica fu proprio la realizzazione di un monumento equestre. Si tratta della statua di Luigi XV realizzata da Edmé Bouchardon e collocata a Parigi nella attuale Place de la Concorde. La statua andò distrutta nei torbidi rivoluzionari. Ne esiste tuttavia una copia, in scala ridotta, di Jean-Baptiste Pigalle.
Anche Antonio Canova, lo scultore più rappresentativo di questo periodo artistico, ha realizzato, a Napoli, due mirabili statue equestri, raffiguranti sovrani borbonici. Si tratta dei bronzi di Carlo III, che originariamente avrebbe dovuto ritrarre Napoleone, nel frattempo definitivamente sconfitto, e di Ferdinando I, statua terminata da aiuti dopo la morte dello scultore di Possagno. Entrambe le statue, tutt'e due collocate in Piazza Plebiscito, raffigurano i sovrani in abiti antichi. La composizione ritrova una pacata armonia, superando l'agitazione barocca.
L'altro grande esponente della scultura neoclassica - che dopo la morte di Canova ne ereditò il ruolo guida -, Bertel Thorvaldsen, si cimentò ben due volte con il tema equestre. Thorvaldsen, infatti, realizzò una statua equestre sia per il principe Józef Poniatowski (Varsavia), sia per Massimiliano di Baviera. In entrambi i casi è evidente tributo al Marco Aurelio Capitolino, di cui è ripresa sia la posa del cavallo che del cavaliere e, nel caso del principe polacco, anche le vesti all'antica.
Curiosamente, dell'eroe per eccellenza dell'età neoclassica (e non solo), condottiero geniale ed imperatore onusto di gloria, naturalmente Napoleone Bonaparte - sfumato in corso d'opera il progetto canoviano per Napoli - non vi sono statue equestri della sua epoca. Colma parzialmente la lacuna il celebre ritratto di Jacques-Louis David raffigurante Napoleone che su un cavallo rampante varca il passo del San Bernardo (1801). 
Molte statue equestri di Napoleone saranno edificate poi, alcuni decenni dopo la sua morte, soprattutto su impulso di Napoleone III all'epoca del secondo impero.

## Il monumento equestre negli Stati Uniti

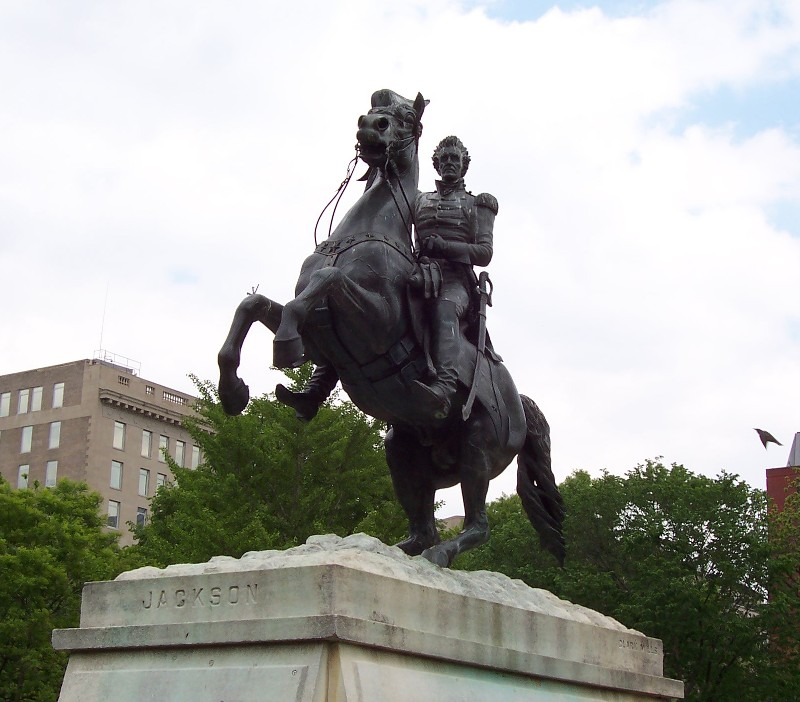
Statua equestre di Andrew Jackson a Washington, USA

Negli Stati Uniti, le prime tre sculture equestri a grandezza reale furono Andrew Jackson di Clark Mills (1852), George Washington di Henry Kirke Brown (1856), per la Union Square di New York e il Washington di Thomas Crawford, sito a Richmond (1858). Mills fu il primo scultore statunitense a riuscire nella sfida di realizzare un cavaliere su un cavallo rampante. Il risultato fu così apprezzato che gli fu chiesto di ripeterlo a Washington e a New Orleans e anche a Nashville (Tennessee). Cyrus Edwin Dallin si specializzò invece nelle statue equestri di indiani d'America: il suo Appeal to the Great Spirit fa mostra di sé davanti al Museum of Fine Arts di Boston. Dopo la prima guerra mondiale furono ben pochi i monumenti equestri realizzati. Un'eccezione è il bronzo muscolare a Theodore Roosevelt realizzato da James Earle Fraser ed eretto al Roosevelt Memorial nel Museo Americano di Storia Naturale. Solo tra la fine degli anni '70 e i primi '80 si assiste ad una "rinascita" dei monumenti equestri, in maniera diffusa specie nel sud-est degli Stati Uniti. Là, molti centri artistici come quelli di Loveland, Colorado, Shadoni Foundry nel Nuovo Messico e vari studi in Texas iniziarono a produrre sculture di questo tipo. Queste nuove opere sono classificabili in due grandi categorie: il memoriale di un particolare individuo, oppure il ritratto di un soggetto più mondano, solitamente il cowboy d'America. Di questi monumenti se ne trovano in un'ampia area in tutto il sud-ovest degli USA.
Una comune credenza negli Stati Uniti è che se il cavallo immortalato è rampante, ovvero ha entrambe le zampe anteriori sollevate, il cavaliere morì in battaglia. Se il cavallo ha una zampa anteriore alzata, il cavaliere fu ferito in battaglia o morì in seguito a ferite di guerra; infine se il cavallo è ben piantato a terra su tutte e quattro le zampe, il cavaliere morì per cause non inerenti a un combattimento.

## Statue equestri nel mondo

### Buenos Aires

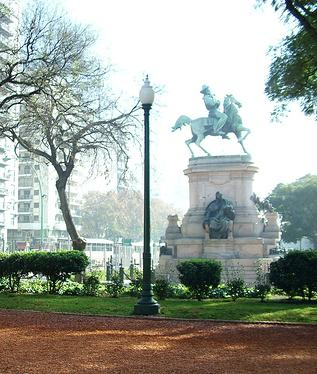
Giuseppe Garibaldi in Piazza Italia.
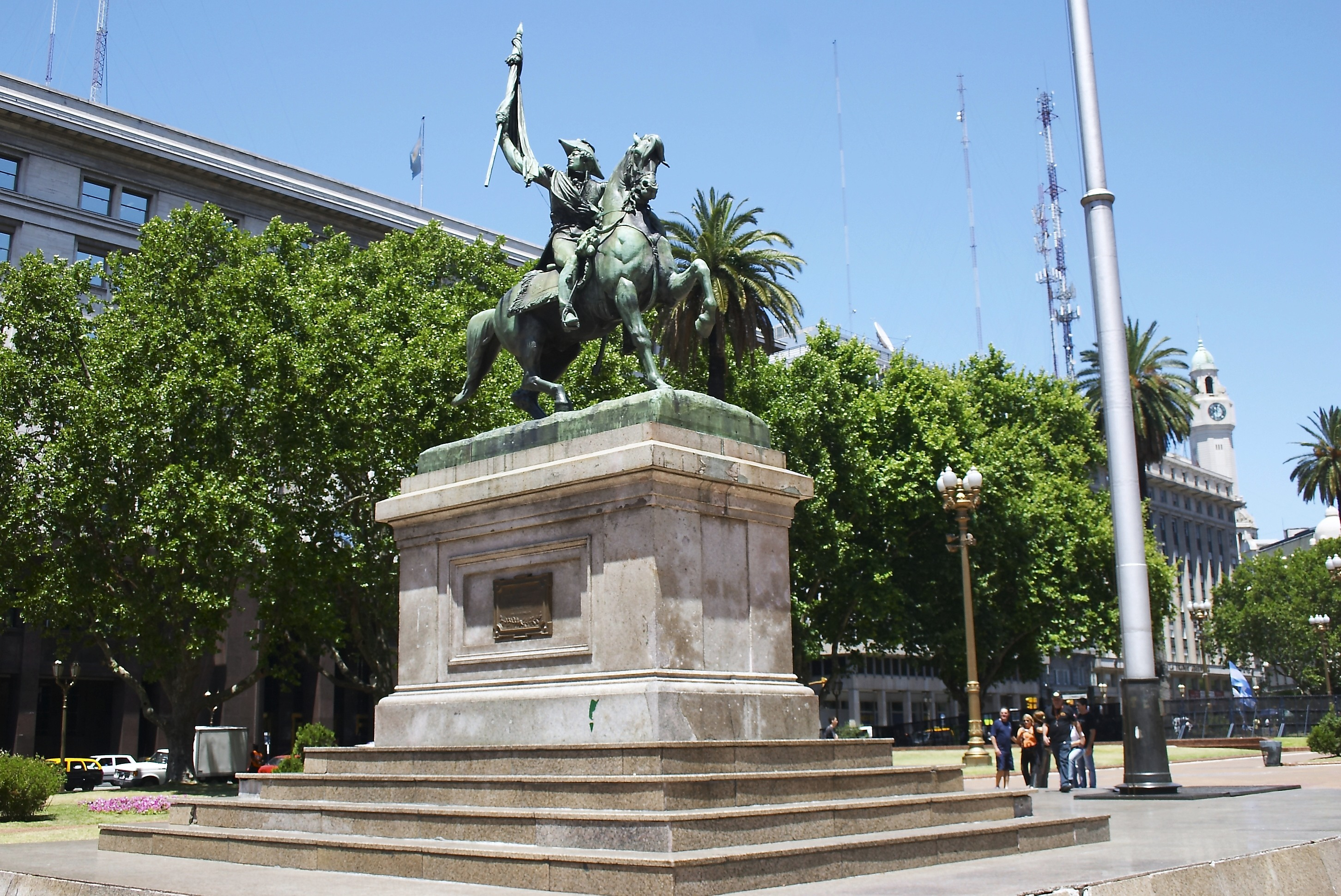
Manuel Belgrano in piazza di maggio.

### Città del Messico

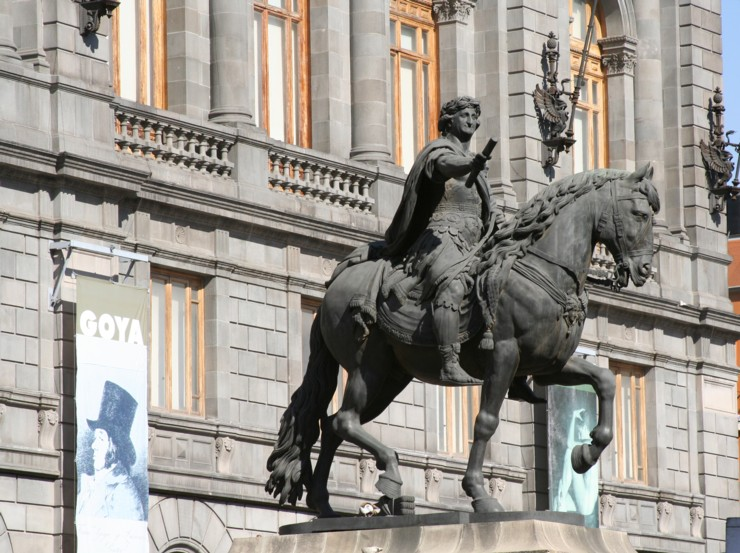
Monumento equestre a Carlo IV di Spagna, detto El Caballito.

### Tbilisi

San Giorgio.